# Бейлз, Ричард Мартин
Ричард Мартин Бейлз (англ. Richard Martin Bales; 21 июня 1946, Лондон — 17 декабря 2007, Белфаст) — британский литературовед, специалист по французской литературе и, главным образом, по творчеству Марселя Пруста.
Окончил Эксетерский университет, затем на протяжении года стажировался в Канзасском университете, занимаясь исследованием жизни и творчества композитора Рейнальдо Ана. Вернувшись в Великобританию, защитил в Королевском колледже диссертацию о средневековых аллюзиях и влияниях в творчестве Пруста, которая легла в основу его первой монографии «Пруст и Средние века» (англ. Proust and the Middle Ages; 1975). В дальнейшем выпустил в издательстве Оксфордского университета монографию «Брикбек: прототип „Под сенью девушек в цвету“» (англ. Bricquebec: Prototype d' A L'Ombre Des Jeunes Filles En Fleurs; 1989), был редактором-составителем Кембриджского путеводителя по Прусту (англ. The Cambridge Companion to Proust; 2001). С 1973 г. преподавал в Университете Белфаста, с 1996 г. профессор.